# Idaea monodia
Idaea monodia är en fjärilsart som beskrevs av Louis Beethoven Prout 1938. Idaea monodia ingår i släktet Idaea och familjen mätare. Inga underarter finns listade i Catalogue of Life.